# Reinette l'Oranaise
Reinette l'Oranaise, pseudonimo di Sultana Daoud (in arabo راينات الوهرانية‎?; Tiaret, 1918 – Parigi, 17 novembre 1998), è stata una cantante e compositrice algerina.

## Biografia
Reinette è nata a Tiaret nel 1918 da un rabbino marocchino e da madre ebrea algerina. 
Fu colpita da cecità all'età di due anni, a seguito di un vaiolo malcurato. Reinette frequentò la scuola per non vedenti ad Algeri.
Successivamente fa conoscenza con Messaoud El Mediouni, virtuoso violinista di stile hawzi, che gestiva un caffè a Orano, luogo di incontro della comunità artistica (i teatri erano sotto il controllo delle autorità che proibivano in quel periodo qualsiasi espressione culturale arabofona) e che iniziò Reinette alla musica arabo-andalusa.
Acquisì familiarità con gli strumenti musicali. Dopo la darabouka, venne introdotta all'oud. Nel 1938, Messaoud emigrò in Francia per estire un caffè musicale a Parigi. La vita di quest'ultimo terminò in occasione delle deportazioni naziste.  Reinette si esibì in spettacoli bisettimanali presso Radio-Alger che trasmetteva i migliori artisti del chaabi algerino e del repertorio andaluso. La sua figura acquisì sempre più maggiore popolarità.
Collaborò conmusicisti come Mustapha Skandrani, Alilou e Abdelghani Belkaïd. Si esibì con alcune tra le più grandi voci della musica maghrebina, come Fadela Dziria, Meriem Fekkaï, Alice Fitoussi, Zohra Al Fassiya, Abdelkrim Dali, Dahmane Ben Achour e Hadj M'hamed El Anka.
Continuò a esercitare la sua arte musicale in occasione di feste, matrimoni, circoncisioni, occasioni sia ebraiche che musulmane. In quanto ebrea, le venne permesso di cantare in un'orchestra maschile. Il suo nuovo maestro, Abderrahmane Belhocine, le diede lezioni di arabo classico e la fece lavorare sulla dizione.
Come la maggior parte degli ebrei algerini e dei pieds-noirs, Reinette abbandonò il suo paese in seguito all'indipendenza conseguita nel 1962. Iniziò quindi per lei un lungo periodo nell'anonimato, esibendosi per gli eventi culturali della comunità ebraica maghrebina in Francia. Negli anni '80, Reinette fu convinta a tornare sul palco.
Nel 1987 realizzò il cortometraggio musicale Amours éternelles, con il pianista algerino Mustafa Skandrani.
Nel 1991 Jacqueline Gozland le dedicò il documentario Le port des amours, prodotto dal canale televisivo arte.
Nel 1995, Reinette viveva nella periferia di Parigi, insieme al marito Georges Layani, percussionista.
Divenuta una leggenda della musica giudeo-araba, morì a Parigi il 17 novembre 1998 all'età di 83 anni. Fu sepolta nel cimitero ebraico di Pantin.